# Juan Francisco Piferrer

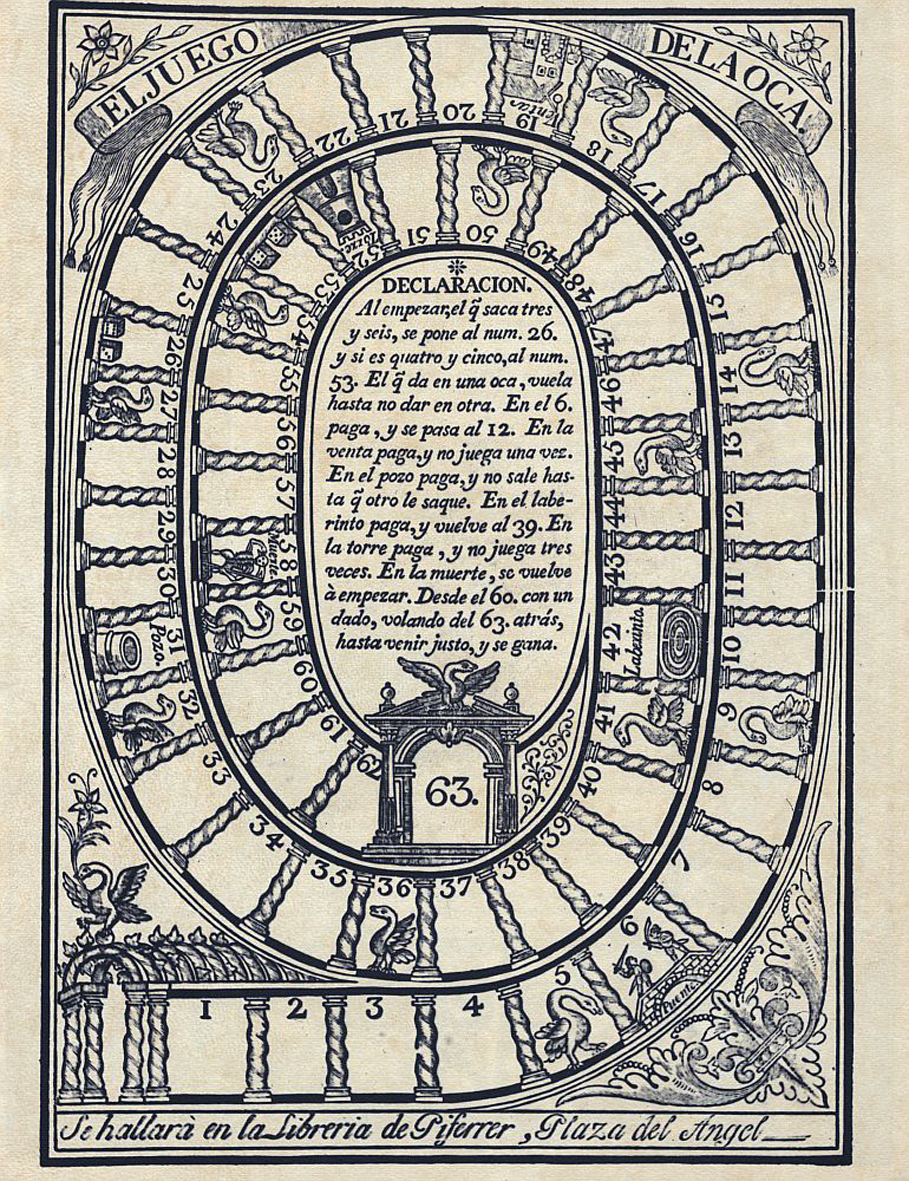
Juego de la oca impreso por Piferrer

Juan Francisco Piferrer y Massià (en catalán: Joan Francesc Piferrer i Massià; Barcelona, 1771 - 27 de febrero de 1848) fue un impresor español. Como su padre, Tomás Piferrer, obtuvo el cargo de impresor con el visto bueno del Santo Oficio de la Inquisición.

## Biografía
Hijo de Tomás Piferrer y de Eulalia Massià, en 1778, con apenas diecisiete años, obtuvo la maestría, acceso rápido a la profesión que consiguió como hijo de un maestro consolidado y adinerado. En 1793 se casó con Mariana Depaus, hija del cirujano Ramon Depaus, con la que tuvo cinco hijos. Heredó los negocios familiares en una época de crisis política y económica, en una coyuntura prebélica poco favorable a los negocios.

## Impresor
Piferrer imprimió libros y discursos del Colegio Real de Cirugía, ordenanzas de la Facultad de Farmacia de Barcelona y la famosa Máscara Real y otros muchos. En su mayoría, obras que interesaban a los sectores profesionales más destacados, la oligarquía administrativa y la élite de los gremios barceloneses. La Biblioteca de Reserva de la Universidad de Barcelona conserva más de 300 obras publicadas por Piferrer, así como varios ejemplos de sus marcas de impresor, que lo identificaron a lo largo de su trayectoria profesional.
Destacan sus ediciones de Cartas marruecas de José Cadalso, en 1796, y Noches lúgubres, del mismo autor, publicada en 1818. Cadalso había fallecido en 1782, por lo que debieron ser a cargo del empresario. 